# إد رينولدز (لاعب كرة قدم أمريكية)
إد رينولدز (بالإنجليزية: Ed Reynolds)‏ هو لاعب كرة قدم أمريكية أمريكي، ولد في 18 أكتوبر 1991 في أورنج بارك في الولايات المتحدة.

## وصلات خارجية
- إد رينولدز على موقع مرجع كرة القدم المحترفة.كوم (الإنجليزية)